# Bonnetia ahogadoi
Bonnetia ahogadoi är en tvåhjärtbladig växtart som först beskrevs av Julian Alfred Steyermark, och fick sitt nu gällande namn av A. L. Weitzman och P. F. Stevens. Bonnetia ahogadoi ingår i släktet Bonnetia och familjen Bonnetiaceae. Inga underarter finns listade i Catalogue of Life.